# ゼンマイ (バンド)
ゼンマイ（ゼンマイ虫）は日本の福岡出身3人組ロックバンド。

## 概要
1999年、元ネリー＆チャギーの徳永大知と大谷俊輔が中心となり、佐々木壱を迎える形で結成。
同年10月、福岡DRUM Be-1で初ライブ(ABNORMALSのオープニングアクト) 。
ファーストアルバム「鉄色の空」（ワーナーインディーズネットワーク/2001年）リリースをきっかけに上京。セカンドアルバムリリース時に、「ゼンマイ虫」から「ゼンマイ」に改名。
2004年、シングル「激情モーション」のリリースTOUR後、活動休止。

## メンバー
- 徳永大知（ボーカル＆ギター）
- 大谷俊輔（コーラス＆ベース）
- 佐々木壱（ドラム）

## ディスコグラフィー

### シングル
- 「激情モーション」(2004年/CLOCK WORK RECORD CWR-001)

### アルバム
- 「鉄色の空」(2001年/WARNER INDIES NETWORK　WINN-82061)
- 「ワビノ心サビノ隙間」(2002年/WARNER INDIES NETWORK WINN-82118)
- 「ハグルマロック」(2003年/WARNER INDIES NETWORK　WINN-82134)

### オムニバス
- 「卒業アルバム」(2004年/エイベックス株式会社　CTCR-14341)